# Ferdinand Boberg
Gustaf Ferdinand Boberg (Falun, 11 d'abril de 1860 - Estocolm, 7 de maig de 1946), va ser un arquitecte i dissenyador suec. Va ser un dels arquitectes més reconeguts de Suècia a la seva època, i ha deixat un gran nombre d'obres monumentals, catalogables dins l'estil Jugendstil.

## Formació
Boberg va estudiar a l'Institut reial de tecnologia d'Estocolm, a continuació a l'Reial Acadèmia Sueca de les Arts (1882-1884), on rep la condecora reial. Efectua diversos viatges d'estudi a Europa: Itàlia i França el 1885-1886, Anglaterra, França i Espanya el 1888, Alemanya i França el 1889. El 1888, es va casar amb l'artista Anna Scholander.

## Activitat com a arquitecte
Des de 1890, Boberg es distingeix amb la caserna dels bombers de Gävle, un edifici amb l'aspecte de castell fort. Continua el 1892 amb la primera estació elèctrica d'Estocolm, l'estació de Brunkeberg, situada als carrers Regeringsgatan i Smålandsgatan, amb un enginyós portal que suscità l'admiració (l'edifici es va demolir l'any 1960, si bé el portal es va traslladar a l'estació de Tule, al carrer Tulegatan). El 1893, va fer la fàbrica de gas de Värta, també a Estocolm, un complex industrial pel qual Boberg dibuixa una vintena d'edificis en totxos vermells.
El 1896, realitza l'església de Skagershult, el 1897 el castell d'aigua de Mosebacke a Estocolm i els tallers Munktell a Eskilstuna. En col·laboració amb Gustaf Wickman i Georg Ringström, va treballar el projecte del nou emplaçament del Parlament en la ciutat vella d'Estocolm. El 1903, construeix a Djurgården una estança nomenada Vintra pel seu propi ús familiar amb la seva esposa Anna. La parella va residir fins a la seva marxa a París el 1925. Sempre a Djurgården, dirigeix els treballs de renovació i d'ampliació de la vil·la Parkudden pel príncep Carles, abans de consagrar-se a Waldemarsudde, la residència del príncep Eugeni. El 1904 construeix la casa d'Ernest Thiel dissenyada per a allotjar també la seva col·lecció d'art i que actualment és la Galeria Thielska.
Boberg és també l'autor a Estocolm de la casa Carlberg, actual seu de la confederació sindical LO, de Rosenbad (1903), avui seu del govern, i de la plaça central (1904). Entre les seves obres més tardanes, es pot mencionar l'església Uppenbarelsekyrkan a Saltsjöbaden (1910-1913) i el gran magasin NK del carrer Hamngatan a Estocolm (dissenyat l'any 1913).

## Exposicions
Per a l'exposició d'Estocolm de 1897, realitza el pavelló de les arts, l'edifici de les mines de Kopparberg i una sèrie d'altres edificis, així com, en col·laboració amb Fredrik Lilljekvist, el pavelló industrial. Se li va confiar a continuació el pavelló de Suècia per l'Exposició Universal de París de 1900, i per l'Exposició Universal de Sant-Louis de 1904.
El 1906, crea el pavelló de la societat NK per l'exposició artística i industrial de Norrköping. Tres anys més tard, en el moment de l'exposició artística i industrial d'Estocolm, és responsable del conjunt del projecte, des del catàleg de l'exposició fins als edificis. El 1914, se li encarrega altre cop la creació del pavelló suec per l'exposició bàltica a Malmö.

## Dissenyador
Boberg és també un dissenyador que va tenir un paper preeminent en el moviment artístic Art Nouveau a Suècia. Les seves realitzacions d'aquest estil manlleven freqüentment als estils rococó i imperi. Els seus grans mobles i miralls són sovint recoberts de riques decoracions de flors i branques. Boberg va realitzar també motius per la indústria tèxtil, ceràmiques per Gustavsberg i Rörstrand, la plata per Hallbergs Guldsmeds o cristall per Kosta Boda i Reijmyre.
Per al castell de Bjertorp per exemple, va dibuixar alhora l'edifici, les decoracions interiors i una part del mobiliari. Després de la Primera Guerra mundial, se li confien construccions, però no projectes, ja que es considerava que el seu estil havia envellit. Consagra una gran part dels anys 1920 a viatjar a través de Suècia amb la finalitat de realitzar croquis d'antics edificis com granes o coberts agrícoles. Aquests treballs es revelen particularment interessants, ja que aquest tipus de construcció al llarg de la història ha estat documentat de forma menys sistemàtica que les mansions i les esglésies. Realitza també aiguaforts, habitualment d'obres arquitectòniques (les catedrals d'Uppsala, de Chartres, de Toledo…), però també de paisatges (neu, jocs de llums).

## Galeria

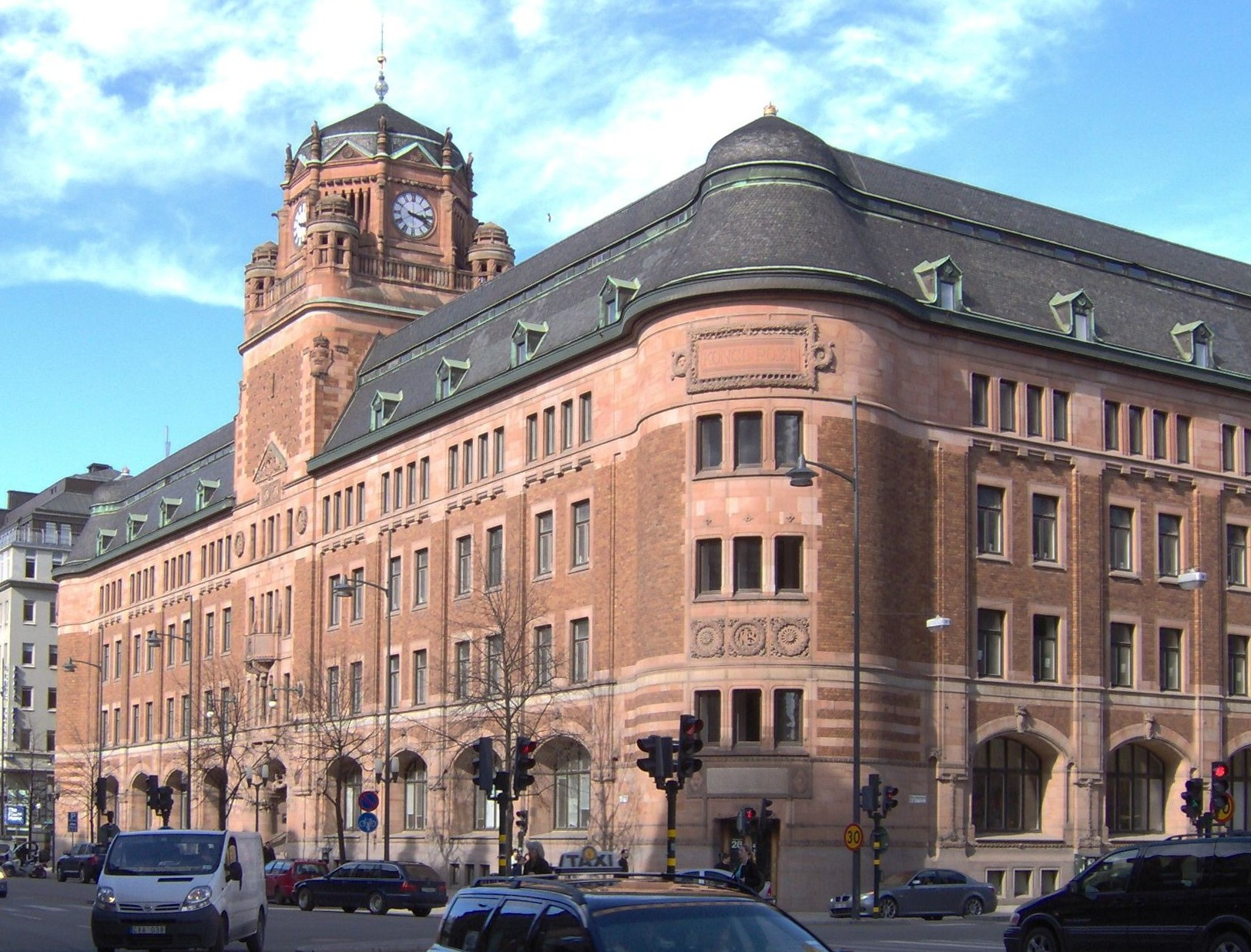
Correu central Estocolm
 59° 19′ 56″ N, 18° 3′ 33″ E / 59.33222°N,18.05917°E
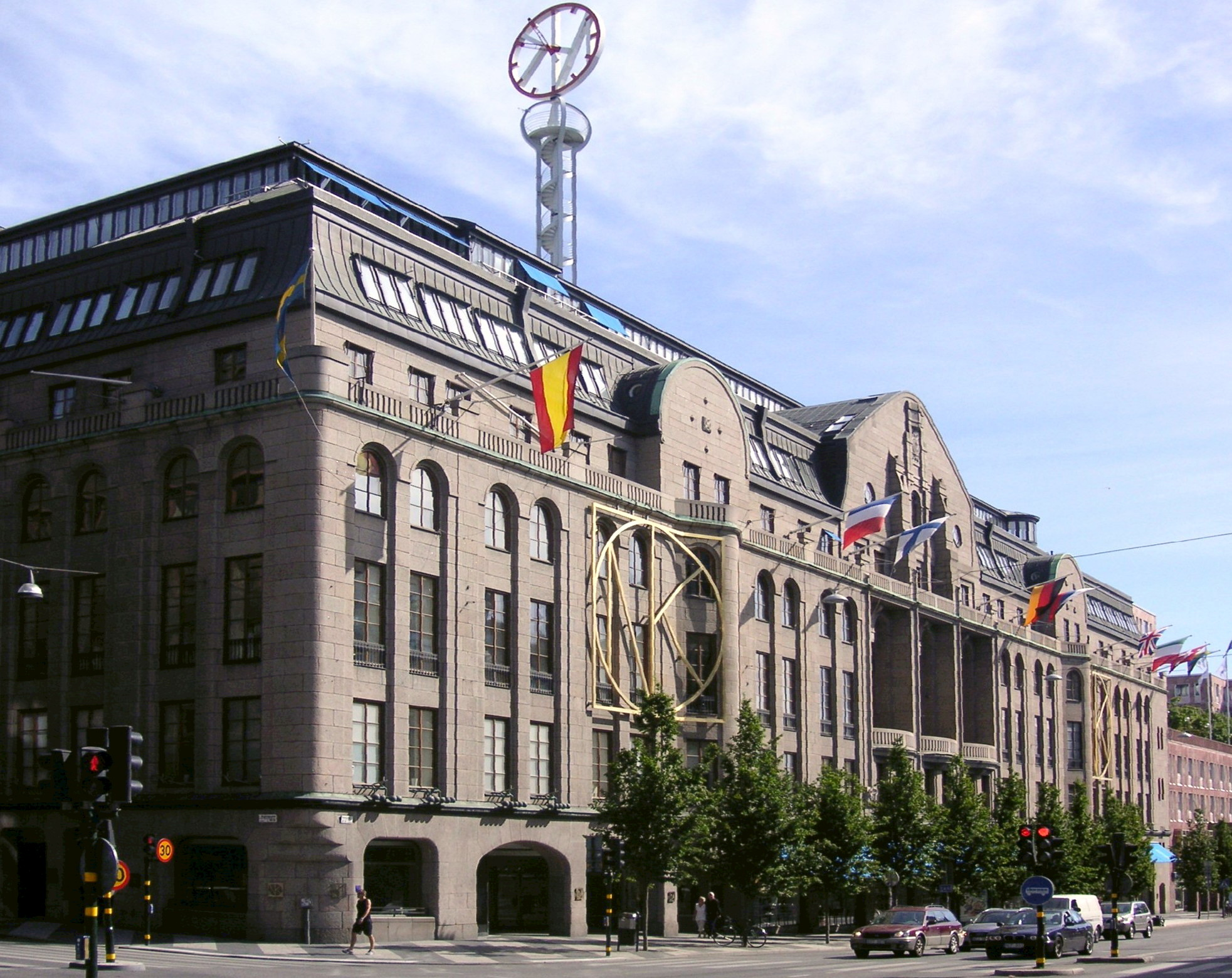
Companyia NK Estocolm
59° 19′ 59″ N, 18° 04′ 09″ E / 59.33306°N,18.06917°E
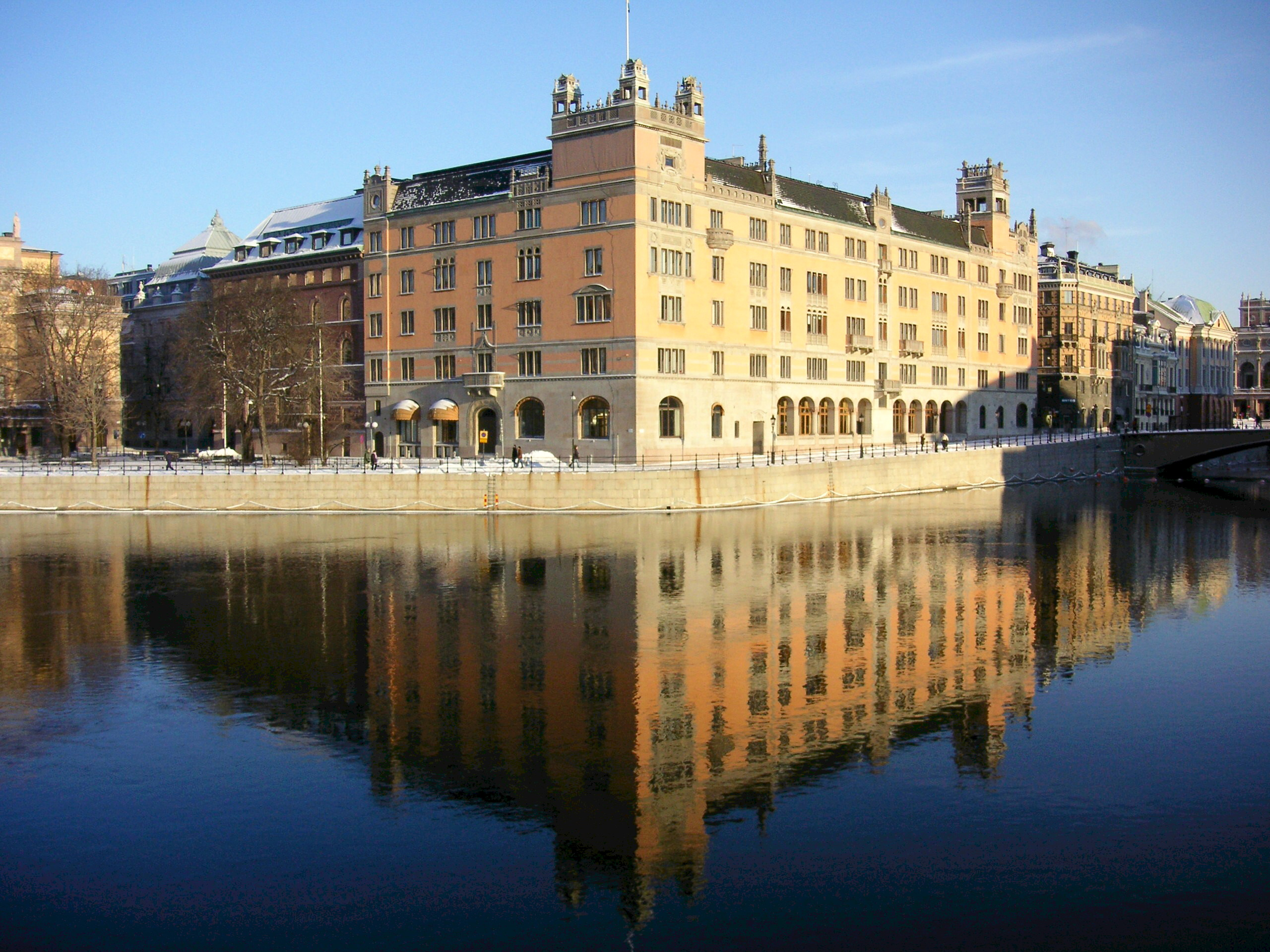
Rosenbad Estocolm
59° 19′ 42″ N, 18° 03′ 56″ E / 59.32833°N,18.06556°E
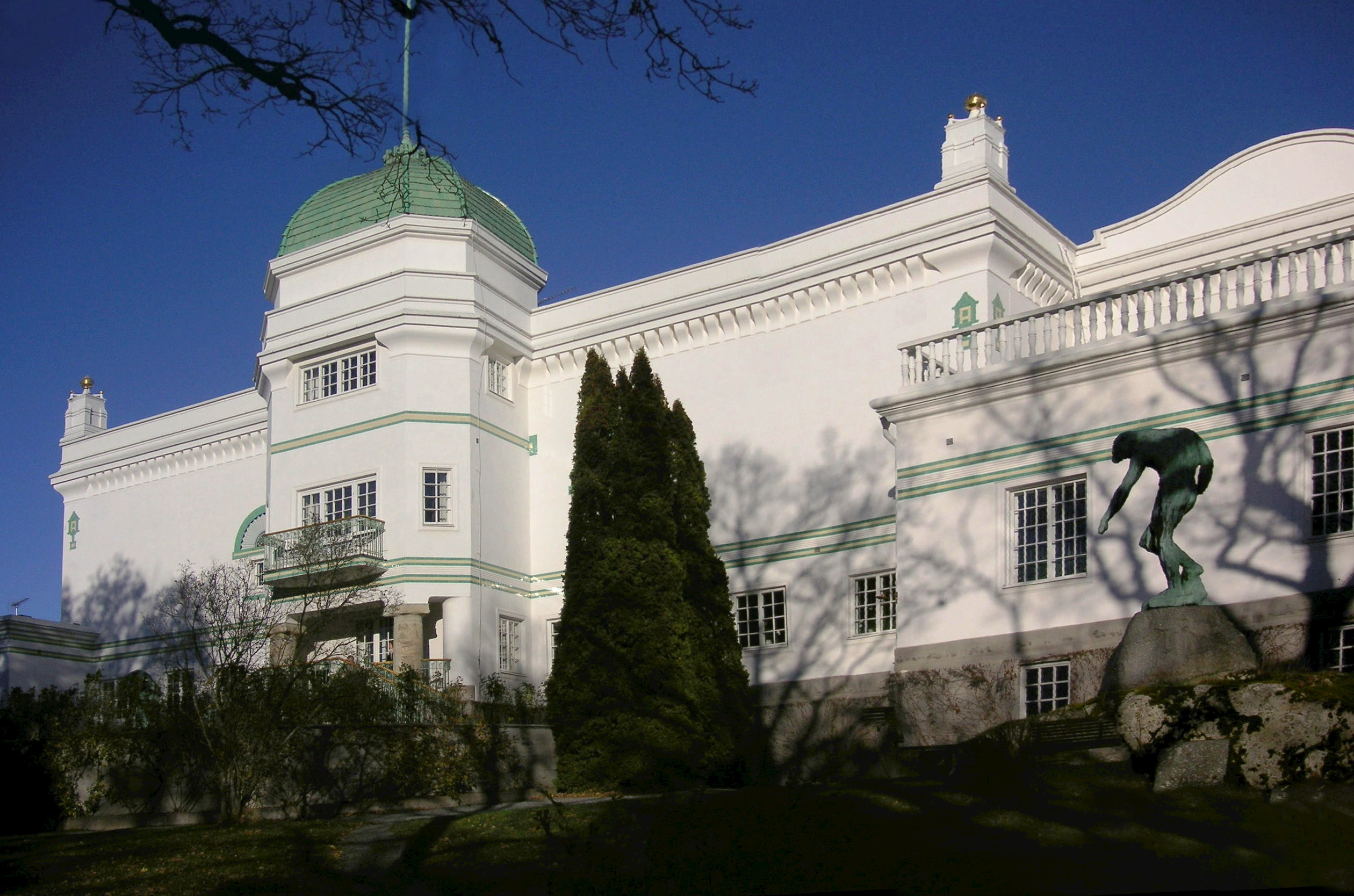
Galerie Thiel Djurgården Estocolm
59° 19′ 20″ N, 18° 08′ 55″ E / 59.32222°N,18.14861°E